# Кастро, Вильям
Ви́льям Адриа́н Ка́стро Ро́ссо (исп. William Adrián Castro Rosso; род. 22 мая 1962, Мерседес) — уругвайский футболист, выступавший на позиции полузащитника за сборную Уругвая.

## Клубная карьера
Вильям Кастро начинал карьеру футболиста в уругвайском клубе «Белья Виста». В 1985 году он провёл за аргентинскую «Химнасию» ряд матчей, после чего вернулся в «Белья Висту». В 1988 году Кастро перешёл в уругвайский «Насьональ», за который сыграл в обоих матчах финала Кубка Либертадорес 1988 против аргентинской команды «Ньюэллс Олд Бойз». Спустя полтора месяца «Насьональ» играл в Межконтинентальном кубке против нидерландского ПСВ. Кастро в этом матче реализовал свой удар в серии послематчевых пенальти.
Затем уругваец перебрался в Мексику, где выступал за «Крус Асуль». В 1992 году он стал игроком «Пеньяроля», непримиримого соперника «Насьоналя».

## Карьера в сборной
Вильям Кастро был включён в состав сборной Уругвая на чемпионате мира 1990 года в Италии, но на поле в рамках турнира так и не появился.

## Достижения
«Насьональ»
- Обладатель Кубка Либертадорес: 1988
- Обладатель Межконтинентального кубка: 1988
- Обладатель Межамериканского кубка: 1988
- Победитель Рекопы Южной Америки: 1989

 «Пеньяроль»
- Чемпион Уругвая: 1993